# Arauca (rijeka)
Arauca  (špa. Río Arauca)   je rijeka u Južnoj Americi. Teče kroz Kolumbiju i Venezuelu.

## Tijek rijeke
Arauca je tipična rijeka Llanosa. Svoj put počinje kao brzi planinski potok, zatim se širi i usporava u dolini.
Arauca izvire u Kolumbiji na obroncima Anda (Páramo del Almorzadero), na 4000 m/nm. U svom gornjem tijeku, gdje nosi naziv Chitagá, prima vodu iz pritoka Carabo i Cacota, zatim skreće prema istoku gdje se spaja s rijekama Culaga i Bochaga. Tada mijenja ime u Margua.
S desne strane prima pritoke Cubugón i Cobar sa Sierra Nevada de Chita. Tunebo Indijanci zovu ovaj dio toka  Sarare. Tekući preko ravnice, rijeka se dijeli u 2 rukavca, tvoreći otok Charo. Tu tvori granicu između Kolumbije i Venezuele u dužini od 296 km. U ovom dijelu prima pritoke, s desne strane Royata, Bojabá i Banadía, a s lijeve Cutufí.
U nastavku prima svoje glavno ime Arauca, prema plemenu Araucana iz naroda Arawak, koje je naseljavalo planinski lanac u gornjem tijeku rijeke. Sad već u savanama Llanos Orientales, češto se grana u oblik pleteničaste rijeke. Jedan od najpoznatijih kanala zove se Agua Limón. Mnogi od ovih kanal koriste se za prometovanje od grada Arauca do ušća u Orinoco. Oko 80% duljine rijeke je plovno za male brodove.

## Vanjske poveznice
|  | Zajednički poslužitelj ima još gradiva o temi Arauca (rijeka) |